# José Carlos Nieto Preciado
José Carlos Nieto Preciado (19 de enero de 2001) es un deportista ecuatoriano que compite en taekwondo. Ganó una medalla de bronce en los Juegos Panamericanos de 2023, en la prueba de equipo.

## Palmarés internacional
| Juegos Panamericanos | Juegos Panamericanos | Juegos Panamericanos | Juegos Panamericanos |
| Año                  | Lugar                | Medalla              | Categoría            |
| -------------------- | -------------------- | -------------------- | -------------------- |
| 2023                 | Santiago (Chile)     | Medalla de bronce    | Equipo               |